# Nikola Uzunović
Nikola Uzunović (Niš, 3 de mayo de 1873-Belgrado, 19 de julio de 1954), político serbio del Partido Popular Radical y dos veces primer ministro de Yugoslavia en el periodo de entreguerras.

## Primer gabinete
El 4 de abril de 1926, Nikola Pašić, figura principal del Partido Popular Radical, dimitió por las acusaciones de corrupción hacia su hijo, indicando que solamente regresaría al Gobierno cuando este hubiese sido absuelto. Uzunović, del mismo partido, sustituyó a Pašić en el Consejo de Ministros de coalición con Stjepan Radić y su Partido Campesino Croata. La situación de Uzunović no era cómoda: mientras Pašić sieguía controlando el Partido Radical y pretendía regresar al gobierno tan pronto como los tribunales exonerasen a su hijo, Radić mantenía una política de oposición incluso dentro del Gobierno, lo que dificultaba la colaboración entre los partidos. El Gobierno le obligó a dimitir el 15 de abril de 1926, a los pocos días de la toma de posesión de Uzunović.
Radić decidió mantener a sus compañeros de partido en el Gobierno, prefiriendo mantener a su formación política en el Consejo de Ministros que volver a la oposición. El gabinete, sin embargo, se mantenía en un equilibrio inestable que desacreditaba el sistema parlamentario ante parte del electorado y realzaba el prestigio del rey Alejandro.
El 10 de diciembre de 1926, falleció Pašić cuando estaba a punto de sustituir a Uzunović, lo que le permitió a este seguir al frente del Ejecutivo, aunque de forma precaria. Desaparecido Pašić, el poder y la influencia del rey crecieron; esta se manifestaba a menudo mediante las actividades de ciertos militares. Su muerte también quebró la unidad del partido, que se dividió en fracciones, de las que Uzunović únicamente controlaba una.
El 1 de febrero de 1927, Uzunović dimitió, pero volvió al Gobierno en coalición con el Partido Popular Esloveno de Anton Korošec, expulsando al partido de Radić, que había amenazado con mantenerse en él pero votar contra el presupuesto. A mediados de abril, sin embargo, Uzunović, cansado de las disputas de la política interna que le habían obligado a remodelar el gabinete en cuatro ocasiones en un año y superar casi una crisis al mes, cesó y dio paso a una coalición encabezada por su adversario dentro del Partido Radical Velimir Vukićević.
Para entonces la incapacidad del Gobierno yugoslavo de ratificar los Acuerdos de Nettuno con Italia, que debían regular los intercambios económicos entre los dos países, en parte por la oposición croata, había hecho que Mussolini reanudase la política de hostigamiento de Yugoslavia, firmando acuerdos con Albania (27 de noviembre de 1926) y Hungría (5 de abril de 1927).

## Fuera del Gobierno
Ante el triunfo de su sucesor en las elecciones de septiembre de 1927 (obtuvo ochenta y cinco escaños frente a sus diez), Uzunović abandonó su oposición a Vukićević.
Desde la primavera de 1932, Uzunović presidió la formación creada por la dictadura, el Partido Nacional Yugoslavo.

## Segundo gabinete
Tras el intento fallido del político radical Milan Srškić —artífice de la remodelación de las regiones administrativas y uno de los «cerebros» de la dictadura— por atraer a la oposición hacia el régimen, el rey se decidió a volver a llamar a Uzunović para presidir el Gobierno, signo del cansancio del soberano ante el fracaso del régimen para resolver los problemas de los nacionalismos en el país. Se rumoreaba que el nuevo gabinete era de mera transición y en apenas dos meses Uzunović demostró ser incapaz de aplicar reforma alguna. El Gobierno continuó en su actitud inmovilista que ya se había mostrado fracasada como forma de lograr la deseada unificación del país. A pesar de su impopularidad, el descontento público solo se evidenciaba en las universidades, y el Gobierno no tuvo problema en controlarlo.
Además de la tensión interna, el nuevo primer ministro pudo comprobar a los pocos días de comenzar su mandato cómo la política exterior tampoco traía buenas noticias a su país: en la vecina Austria a la breve guerra civil entre el Gobierno y los socialdemócratas a mediados de febrero de 1934, le sucedió la firma de los Protocolos de Roma entre esta, Italia y Hungría en marzo y el asesinato del canciller Engelbert Dollfuß a finales de julio.
En octubre el rey era asesinado en Marsella junto al ministro de Asuntos Exteriores francés, Louis Barthou, a las pocas semanas de una visita del monarca a Bulgaria que mejoró las relaciones entre los dos países. Ante el interés de Francia y el Reino Unido por mejorar sus relaciones con Mussolini, Uzunović se vio obligado a culpar de la ayuda prestada a los asesinos únicamente a Hungría y moderadamente, evitando toda mención a Italia, donde efectivamente habían recibido entrenamiento y más tarde asilo los terroristas.
Para entonces estaba claro el fracaso del intento unificador por la fuerza que fue la dictadura real. La muerte del rey no supuso, sin embargo, la disgregación del país, aunque sí un golpe fatal para el Gobierno: a pesar de la remodelación del gabinete en el que Uzunović incluyó a los anteriores primeros ministros de la dictadura, a finales de octubre el Gobierno se desintegraba y el 20 de diciembre de 1934 Uzunović cedió la presidencia del Consejo de Ministros al ministro de Asuntos Exteriores, Bogoljub Jevtić, partidario de la línea dura y opuesto a la negociación con la oposición.
| Predecesor: Nikola Pašić | Primer ministro del Reino de los Serbios, Croatas y Eslovenos 1926-1927 | Sucesor: Velimir Vukićević |
| Predecesor: Milan Srškić | Primer ministro del Reino de Yugoslavia 1934                            | Sucesor: Bogoljub Jevtić   |